# 뤽 메렌다

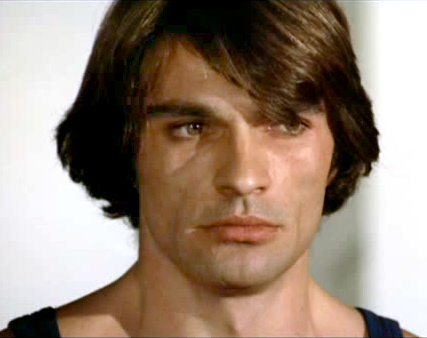

뤽 메렌다(Luc Merenda, 1943년 9월 3일 ~ )는 프랑스의 배우, 모델, 영화배우, 텔레비전 배우이다.

## 영화
- 호스텔 2 (2007년)
- 아이슬랜드의 모험 (1988년)
- 아멘이라 불리우는 사나이 (1973년)
- 로우 브레이커스 (1971년)
- 르망 (1971년)
- 레드 선 (1971년)
- OSS 117 - 휴가 작전 (1970년)